# 聊天记录
聊天记录是指人們在使用网络聊天和即時通訊軟件和他人聊天時產生的內容，這些內容會保存在雲端或者本地。用戶可以搜索聊天記錄內的特定內容。大多数IRC客户端和许多IRC機器人都會將聊天记录保存在本地。聊天記錄還能加密、導出和導入。